# ایپسویچ (ماساچوست)
ایپسویچ(به انگلیسی: Ipswich) شهرکی در شهرستان اسکس ایالت ماساچوست می‌باشد که در سال ۱۶۳۴ بنیان‌گذاری شده‌است. این شهرک در سرشماری سال ۲۰۱۰ میلادی، ۱۳٬۱۷۵ نفر جمعیت داشته‌است.